# Grammy Award for Best Jazz Vocal Performance, Male

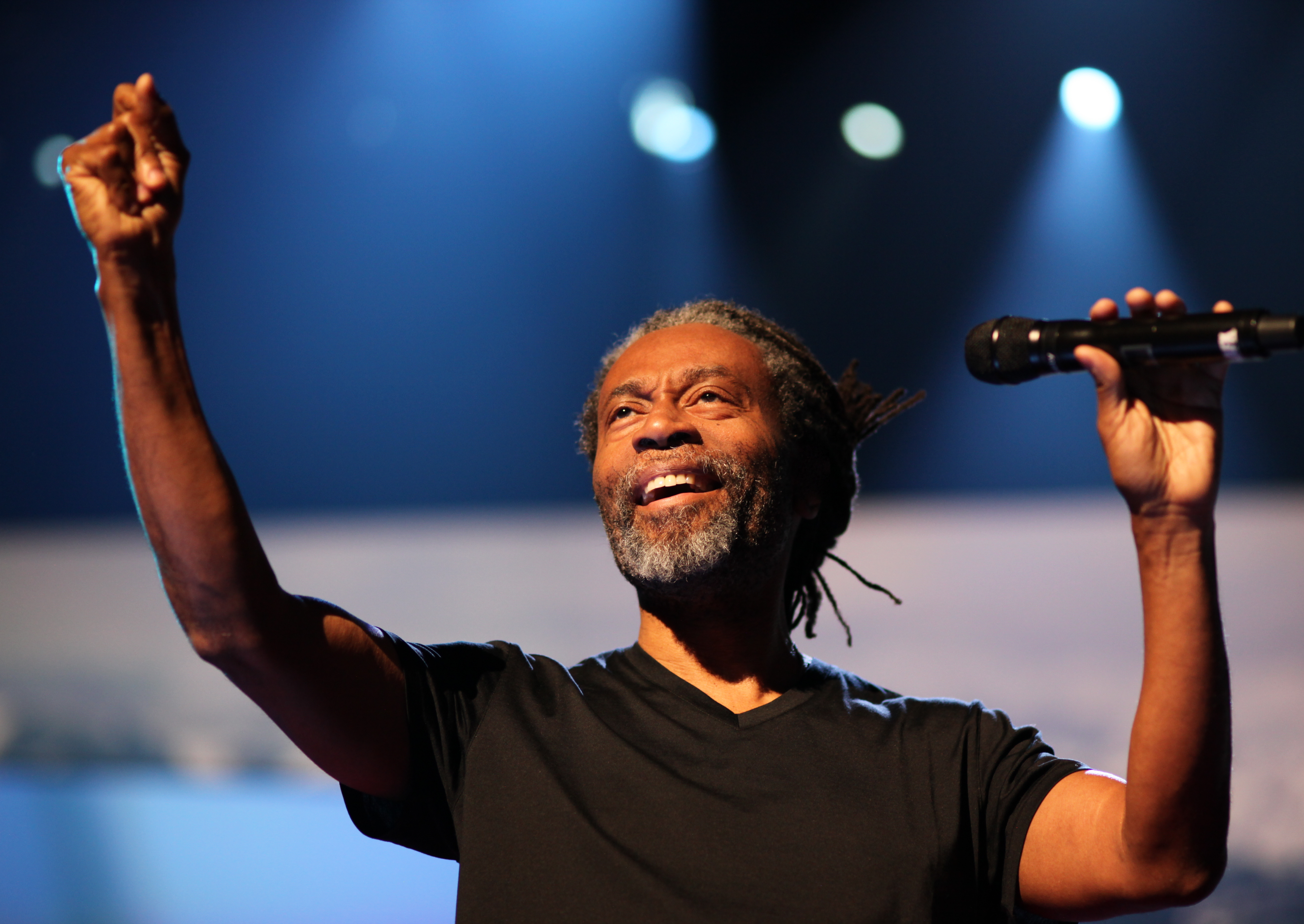
Bobby McFerrin hat den Grammy Award for Best Jazz Vocal Performance, Male insgesamt vier Mal erhalten.

Der Grammy Award for Best Jazz Vocal Performance, Male, auf Deutsch „Grammy-Auszeichnung für die beste männliche Jazz-Gesangsdarbietung“, ist ein Musikpreis, der von 1981 bis 1884 und von 1986 bis 1991 von der amerikanischen Recording Academy im Bereich der Jazzmusik verliehen wurde.

## Geschichte und Hintergrund
Die seit 1959 verliehenen Grammy Awards werden jährlich in zahlreichen Kategorien von der Recording Academy in den Vereinigten Staaten vergeben, um künstlerische Leistung, technische Kompetenz und hervorragende Gesamtleistung ohne Rücksicht auf die Album-Verkäufe oder Chart-Position zu würdigen.
Eine dieser Kategorien war der Grammy Award for Best Jazz Vocal Performance, Male. Der Preis wurde von 1981 bis 1884 und von 1986 bis 1991 vergeben. Erster Preisträger der Auszeichnung im Jahr 1981 war George Benson für das Lied Moody’s Mood. Bobby McFerrin hält den Rekord für die meisten Siege in dieser Kategorie, mit insgesamt vier aufeinander folgenden Siegen von 1986 bis 1989 (einmal zusammen mit Jon Hendricks). Mel Tormé und Harry Connick, Jr. erhielten die Auszeichnung jeweils zweimal. Mel Tormé hält den Rekord der meisten Nominierungen mit sechs Nominierungen. Mark Murphy und Joe Williams halten den Rekord für die meisten Nominierungen ohne Sieg, mit insgesamt vier Nominierungen.

## Gewinner und Nominierte
| Jahr | Gewinner                                                                               | Nationalität                                                                           | Werk                                                                                   | Nominierte | Bild des/der Gewinner(s)                                                               |
| ---- | -------------------------------------------------------------------------------------- | -------------------------------------------------------------------------------------- | -------------------------------------------------------------------------------------- | --- | -------------------------------------------------------------------------------------- |
| 1981 | George Benson                                                                          | Vereinigte Staaten                                                                     | Moody’s Mood                                                                           | - Bill Henderson – Street of Dreams - Mark Murphy – Satisfaction Guaranteed - Slam Stewart – Sidewalks of New York - Mel Tormé – Tormé: A New Album                                                                          |                                                                                        |
| 1982 | Al Jarreau                                                                             | Vereinigte Staaten                                                                     | (Round, Round, Round) Blue Rondo à la Turk                                             | - Johnny Hartman – Once in Every Life - Jimmy Rowles – Music’s the Only Thing (That’s) On My Mind - Mel Tormé – Mel Tormé and Friends Recorded Live at Marty’s New York City - Joe Turner – Have No Fear, Joe Turner Is Here |                                                                                        |
| 1983 | Mel Tormé                                                                              | Vereinigte Staaten                                                                     | An Evening with George Shearing & Mel Tormé                                            | - Dave Frishberg – The Dave Frishberg Songbook, Volume One - Bill Henderson – A Tribute to Johnny Mercer - Mark Murphy – Bop for Kerouac - Joe Williams – 8 to 5 I Lose                                                      |                                                                                        |
| 1984 | Mel Tormé                                                                              | Vereinigte Staaten                                                                     | Top Drawer                                                                             | - Mose Allison – Lessons in Living - Dave Frishberg – The Dave Frishberg Songbook, Volume Two - Jon Hendricks – Cloudburst - Jimmy Witherspoon – Jimmy Witherspoon Sings the Blues with Panama Francis and the Savoy Sultans |                                                                                        |
| 1985 | In diesem Jahr wurde die Auszeichnung Grammy Award for Best Jazz Vocal Album vergeben. | In diesem Jahr wurde die Auszeichnung Grammy Award for Best Jazz Vocal Album vergeben. | In diesem Jahr wurde die Auszeichnung Grammy Award for Best Jazz Vocal Album vergeben. | In diesem Jahr wurde die Auszeichnung Grammy Award for Best Jazz Vocal Album vergeben. | In diesem Jahr wurde die Auszeichnung Grammy Award for Best Jazz Vocal Album vergeben. |
| 1986 | Bobby McFerrin und Jon Hendricks                                                       |                                                                                        | Another Night in Tunisia                                                               | - George Benson – Beyond the Sea - Dave Frishberg – Live at Vine Street - Mark Murphy – Mark Murphy Sings Nat’s Choice - Alan Paul – Oh Yes, I Remember Clifford                                                             |                                                                                        |
| 1987 | Bobby McFerrin                                                                         |                                                                                        | ‘Round Midnight                                                                        | - Grady Tate – She’s Out of My Life - Mel Tormé – An Elegant Evening - Joe Williams – I Just Want to Sing - Jimmy Witherspoon – Midnight Lady Called the Blues                                                               |                                                                                        |
| 1988 | Bobby McFerrin                                                                         |                                                                                        | What Is This Thing Called Love?                                                        | - Billy Eckstine und Benny Carter – Billy Eckstine Sings with Benny Carter - Dave Frishberg – Can’t Take You Nowhere - Arthur Prysock – This Guy’s in Love With You - Joe Williams – Every Night                             |                                                                                        |
| 1989 | Bobby McFerrin                                                                         |                                                                                        | Brothers                                                                               | - Mose Allison – Ever Since the World Ended - João Gilberto – Live in Montreux - Mark Murphy – September Ballads - Mel Tormé – A Vintage Year                                                                                |                                                                                        |
| 1990 | Harry Connick, Jr.                                                                     |                                                                                        | When Harry Met Sally...                                                                | - George Benson – Tenderly - Dr. John – In a Sentimental Mood - Lou Rawls – At Last - Joe Williams – In Good Company |                                                                                        |
| 1991 | Harry Connick, Jr.                                                                     |                                                                                        | We Are in Love                                                                         | - Tony Bennett – Astoria: Portrait of the Artist - George Benson – Big Boss Band - Jon Hendricks – Freddie Freeloader - Bobby McFerrin – Scrapple from the Apple                                                             |                                                                                        |